# Magnolia citrata
Magnolia citrata este o specie de plante din genul Magnolia, familia Magnoliaceae, descrisă de Hans Peter Nooteboom și Chalermglin. Conform Catalogue of Life specia Magnolia citrata nu are subspecii cunoscute.